# Gregg Palmer

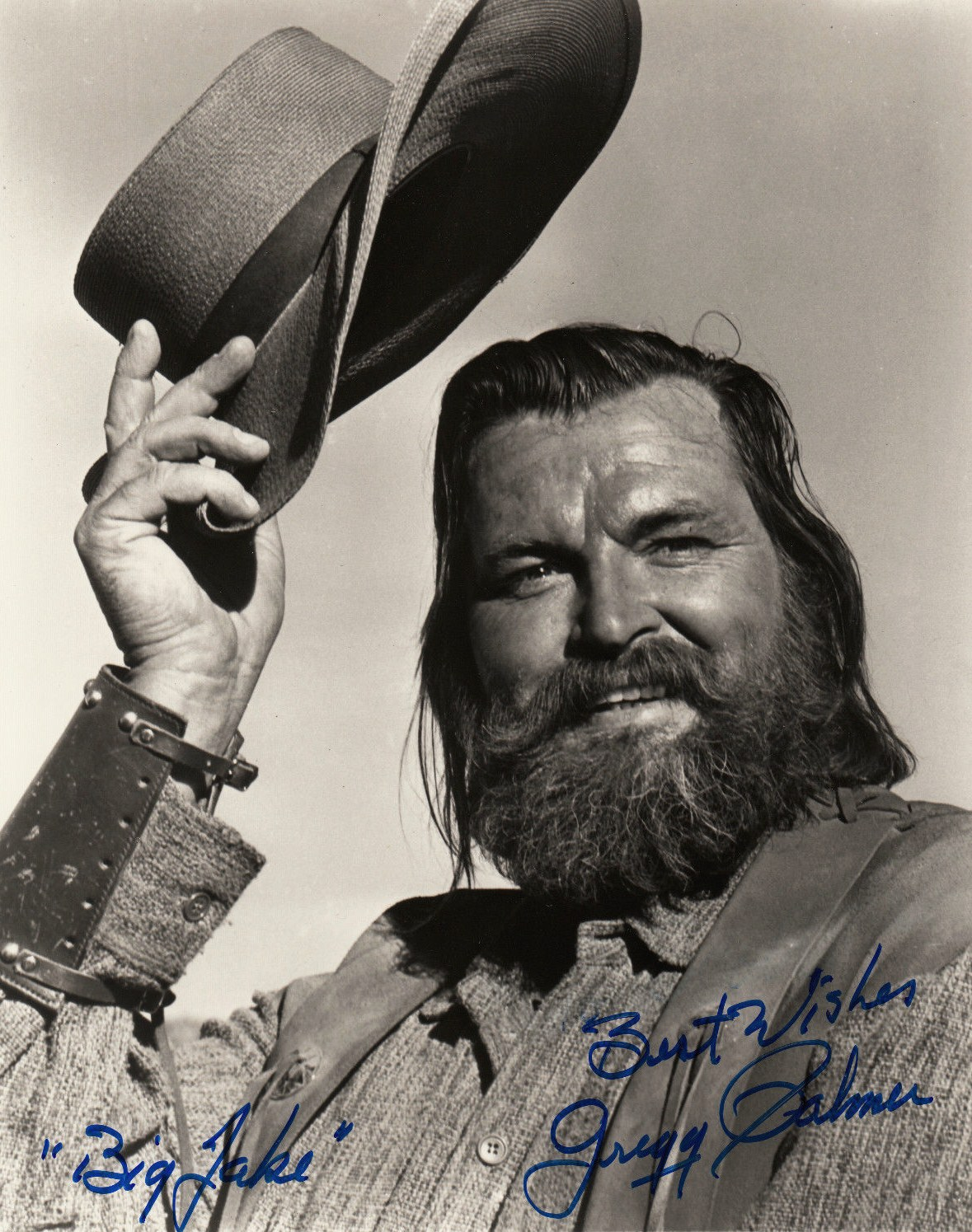
Palmer en Big Jake (1971)

Gregg Palmer (25 de enero de 1927 - 31 de octubre de 2015) fue un actor cinematográfico y televisivo de nacionalidad estadounidense, conocido principalmente por su trabajo en producciones televisivas del género western. Destaca su actuación, con diferentes papeles entre 1960 y 1975, en veinte episodios de la serie de CBS Gunsmoke, protagonizada por James Arness. También actuó en trece entregas de la serie en redifusión Death Valley Days, y en nueve del show de la NBC El virginiano, interpretado por James Drury. Así mismo, hizo cinco actuaciones como artista invitado en Bonanza, la serie western más longeva de la NBC.

## Biografía

### Inicios
Su verdadero nombre era Palmer Edvind Lee, y nació en San Francisco, California, siendo sus padres inmigrantes noruegos. Ingresó en el Cuerpo Aéreo del Ejército de los Estados Unidos, antecesor de las Fuerzas Aéreas del Ejército de los Estados Unidos, siendo criptógrafo durante la Segunda Guerra Mundial. Fue licenciado en el año 1946 con el empleo de sargento. Palmer trabajó después como gorila, camionero y albañil, antes de conseguir un puesto como disc jockey radiofónico.
En 1950, a los veintitrés años de edad, consiguió su primer papel en la pantalla, el de un trabajador de ambulancia en la comedia de Dean Martin y Jerry Lewis My Friend Irma Goes West. En 1952 consiguió papeles menores, como el de Gratton Dalton en la cinta The Cimarron Kid, o el de Joe Bent en The Battle at Apache Pass. 
A principios de los años 1950, Palmer y Marilyn Monroe no superaron unas pruebas para los papeles de Abner y Daisy Mae en una serie televisiva, de título Li'l Abner y basada en la tira cómica de Al Capp, que no llegó a materializarse. Palmer fue después contratado por Universal Pictures, y en 1952 fue William Norton en la comedia Francis Goes to West Point, protagonizada por Donald O'Connor. Palmer pensaba que Universal iba a hacer de él una estrella, pero el estudio finalmente optó por contratar a grandes actores de otras compañías, por lo que Palmer hubo de optar por hacerse actor independiente.

### Westerns, 1955-1961
El 4 de marzo de 1955 Palmer fue Jack Slade en un episodio de la serie western en redifusión interpretada por Jim Davis Stories of the Century. Junto a Palmer actuaban en el show Paul Newlan y Elaine Riley.
Entre 1955 y 1958, Palmer actuó cinco veces en la serie en redifusión 26 Men, protagonizada por Tris Coffin. A finales de la década, Palmer estuvo muy ocupado, actuando en series como The Lone Ranger, State Trooper (serie en redifusión de Rod Cameron), Shotgun Slade (también redifusión e interpretada por Scott Brady, Pony Express ( con Grant Sullivan, Broken Arrow (con John Lupton en la ABC), The Restless Gun (con John Payne en la NBC), Sky King (de Kirby Grant), Jefferson Drum (de la NBC, con Jeff Richards), Frontier Doctor (serie en redifusión de Rex Allen, The Texan (con Rory Calhoun para la CBS), Buckskin (de la NBC), o Cimarron City.
En los años 1960 Palmer continuó muy activo, actuando en   Hotel de Paree (serie de Earl Holliman) Overland Trail (de la NBC), The Man From Blackhawk (de la ABC), The Deputy (de la NBC, con Henry Fonda y Allen Case), Wagon Train (NBC), Lawman (de ABC/Warner Brothers, con John Russell y Peter Brown), Sugarfoot (con Will Hutchins para ABC/WB), The Tall Man, Cheyenne (ABC/WB, con Clint Walker), The Outlaws (NBC), The Life and Legend of Wyatt Earp (ABC, con Hugh O'Brian, show en el que tuvo cinco actuaciones), Two Faces West (con Charles Bateman), y Tales of Wells Fargo (con Dale Robertson para la NBC, actuando en tres capítulos).

### Westerns, 1962-1978
Palmer continuó actuando en el género western hasta la década de 1970. Entre los shows en los que participó figuran  Bronco (con Ty Hardin para ABC/WB), Have Gun – Will Travel (de CBS, protagonizada por Richard Boone, Laramie (dos actuaciones en este programa de NBC), Rawhide (CBS), The Big Valley (ABC), Branded (NBC, con Chuck Connors), The Legend of Jesse James (ABC, con Christopher Jones y Allen Case), Laredo (NBC, actuando en dos entregas), Cimarron Strip (de Stuart Whitman, participando en tres episodios), The Wild Wild West (con Robert Conrad y con tres actuaciones), Alias Smith and Jones (ABC).
En el año 1969 Palmer formó parte del reparto de la película The Undefeated y, ese mismo año, trabajó en un episodio de Death Valley Days, show presentado por Robert Taylor, y en el cual actuó junto a Ivalou Redd y George Keymas.
Palmer fue Karl Riker en el film de 1970 Chisum, y John Goodfellow en el de 1971 Big Jake, ambos protagonizados por John Wayne. Él era actor de la John Wayne Stock Company, fundada en 1945, y entre cuyos miembros originales figuraban Ward Bond, Grant Withers, y Paul Fix. En 1976 actuó en la última película de Wayne, The Shootist.
En 1977 Palmer fue Jim Bridger en "Kit Carson and the Mountain Man", emisión en dos partes dentro de la serie Walt Disney anthology television series, actuando junto a Christopher Connelly, Robert Reed y Gary Lockwood. En 1978 fue Loman en otra serie western de James Arness, How the West Was Won.

### Otros papeles
Palmer encarnó en 1955 al Teniente Manning en el film autobiográfico de Audie Murphy To Hell and Back. En The Rebel Set (1959) fue un actor en paro. Posteriormente actuó en muchas producciones dramáticas, incluyendo las series detectivescas de ABC/WB Surfside 6 y 77 Sunset Strip. Igualmente, fue artista invitado en la serie de ABC/WB The Roaring 20s.
Otras producciones dramáticas en las que participó fueron Highway Patrol, Navy Log, The Lineup, The Millionaire, Sea Hunt (con Lloyd Bridges), Los Intocables, Run for Your Life, The Long Hot Summer, Cannon, Tarzán, CHiPs, Misión: Imposible, y Star Trek: la serie original (episodio "Espectros"). 
Llevó a cabo también unas pocas actuaciones en sitcoms, entre ellas un papel recurrente como Harry en la serie de la CBS Run, Buddy, Run, protagonizada por Jack Sheldon. Otras de dichas producciones fueron Gomer Pyle, U.S.M.C., The Good Guys, Superagente 86 y Blondie. La última aparición de Palmer en la pantalla llegó en la miniserie de 1982 emitida por la ABC The Blue and the Gray.

### Últimos años
Su mujer, Ruth Stump Brooks, falleció en 1999. Palmer vivió en Encino, California, y fue un entusiasta jugador de golf. Aunque él había asistido a los programas de los Golden Boot Awards, él nunca llegó a ganar el premio.
Gregg Palmer falleció en 2015 en Encino, California, a los ochenta y ocho años de edad.

## Selección de su filmografía

### Cine
- 1950 : My Friend Irma Goes West, de Hal Walker
- 1951 : That's My Boy, de Hal Walker
- 1952 : The Battle of Apache Pass, de George Sherman
- 1952 : Red Ball Express, de Budd Boetticher
- 1952 : Meet Danny Wilson, de Joseph Pevney
- 1952 : Son of Ali Baba, de Kurt Neumann
- 1952 : The Raiders, de Lesley Selander
- 1952 : The Cimarron Kid, de Budd Boetticher
- 1953 : Column South, de Frederick De Cordova
- 1953 : The Redhead from Wyoming, de Lee Sholem
- 1953 : The Veils of Bagdad, de George Sherman
- 1954 : Taza, Son of Cochise, de Douglas Sirk
- 1954 : Playgirl, de Joseph Pevney
- 1954 : Magnificent Obsession, de Douglas Sirk
- 1955 : To Hell and Back, de Jesse Hibbs
- 1956 : Hilda Crane, de Philip Dunne
- 1956 : The Creature Walks Among Us, de John Sherwood
- 1957 : Revolt at Fort Laramie, de Lesley Selander
- 1958 : The Female Animal, de Harry Keller
- 1958 : Thundering Jets, de Helmut Dantine
- 1959 : The Shaggy Dog, de Charles Barton
- 1960 : Five Guns to Tombstone, de Edward L. Cahn
- 1961 : Most Dangerous Man Alive, de Allan Dwan
- 1961 : Los comancheros, de Michael Curtiz
- 1962 : 40 Pounds of Trouble, de Norman Jewison
- 1963 : The Prize, de Mark Robson
- 1964 : The Quick Gun, de Sidney Salkow
- 1964 : Advance to the Rear, de George Marshall
- 1965 : Shenandoah, de Andrew V. McLaglen
- 1966 : The Rare Breed, de Andrew V. McLaglen
- 1967 : Billion Dollar Brain, de Ken Russell
- 1969 : The Undefeated, de Andrew V. McLaglen
- 1970 : The McKenzie Break, de Lamont Johnson
- 1970 : Río Lobo, de Howard Hawks
- 1970 : Chisum, de Andrew V. McLaglen
- 1971 : Big Jake, de George Sherman y John Wayne
- 1972 : La vita, a volte, è molto dura, vero Provvidenza ?, de Giulio Petroni
- 1973 : Ci risiamo, vero Provvidenza ?, de Alberto De Martino
- 1976 : The Shootist, de Don Siegel
- 1978 : Hot Lead and Cold Feet, de Robert Butler
- 1980 : The Man with Bogart's Face, de Robert Day
- 1981 : Scream, de Byron Quisenberry

### Televisión
Séries
- 1954 : The Lone Ranger

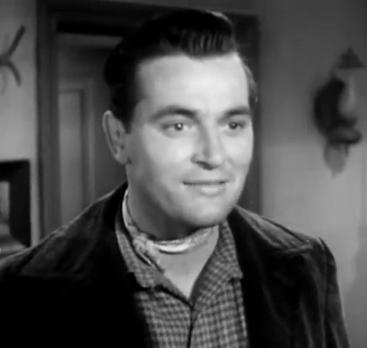
Palmer en Stories of the Century (1955)

  - Temporada 4, episodio 17 The Globe, de Oscar Rudolph
- 1955 : Stories of the Century
  - Temporada 2, episodio 12 Jack Slade, de Franklin Adreon
- 1956-1969 : Death Valley Days
  - Temporada 5, episodios 5 The Loggerheads (1956), 11 The Trial of Red Haskell (1957) y 15 Lady Engineer (1957)
  - Temporada 6, episodio 11 Empire of Youth (1958)
  - Temporada 7, episodios 9 Perilous Cargo (1958), 28 Perilous Refuge (1959) y 33 Forty Steps to Glory (1959)
  - Temporada 11, episodio 26 The Melancholy Gun (1963)
  - Temporada 13, episodios 13 Paid in Full (1965) y 25 Kate Melville and the Law (1965), de Harmon Jones
  - Temporada 16, episodios 7 Spring Rendezvous (1967), de Harmon Jones, y 10 The Indian Girl (1968)
  - Temporada 17, episodio 18 Here Stands Bailey (1969)
  - Temporada 18, episodio 6 Son of Thunder (1969)
- 1957 : Broken Arrow
  - Temporada 2, episodio 13 White Savage, de Albert S. Rogell
- 1957-1962 : Wagon Train
  - Temporada 1, episodios 10 The Mary Halstead Story (1957), de Jus Addiss y 12 The Riley Gratton Story (1957), de John Brahm
  - Temporada 4, episodio 5 The Jose Morales Story (1960), de Virgil W. Vogel
  - Temporada 5, episodio 24 The Amos Billings Story (1962)
- 1958-1975 : Gunsmoke
  - Temporada 4, episodio 11 How to Kill a Friend (1958), de Richard Whorf
  - Temporada 5, episodio 18 Big Tom (1960), de Andrew V. McLaglen
  - Temporada 8, episodios 9 Phoebe Strunk (1962, de Andrew V. McLaglen), 24 Blind Man's Bluff (1963, de Ted Post) y 36 The Odyssey of Jubal Tanner (1963, de Andrew V. McLaglen)
  - Temporada 9, episodio 30 The Promoter (1964), de Andrew V. McLaglen
  - Temporada 10, episodio 23 Eliab's Aim (1965), de Richard C. Sarafian
  - Temporada 11, episodios 7 The Bounty Hunter (1965), 10 The Pretender (1965, de Vincent McEveety), 11 South Wind (1965), 18 The Raid (1966, de Vincent McEveety) y 26 Which Dr. (1966 , Peter Graves)
  - Temporada 13, episodios 16 The Victim (1968, de Vincent McEveety) y 17 Deadman's Law (1968, John Rich)
  - Temporada 14, episodios 2 The Hide Cutters (1968, de Bernard McEveety) y 8 Abelia (1968, de Vincent McEveety)
  - Temporada 15, episodio 26 The Cage (1970), de Bernard McEveety
  - Temporada 16, episodio 14 Sergeant Holly (1970), de Bernard McEveety
  - Temporada 17, episodios 8 Lynott (1971) y 23 Alias Festus Haggin (1972, de Vincent McEveety)
  - Temporada 20, episodio 22 The Busters (1975), de Vincent McEveety
- 1959-1977 : The Wonderful World of Disney
  - Temporada 6, episodio 10 Texas John Slaughter : The Robber Stallion (1959), de Harry Keller
  - Temporada 16, episodios 18 y 19 Menace on the Mountain, Partes I y II (1970), de Vincent McEveety
  - Temporada 23, episodios 10 y 11 Kit Carson and the Mountain Men, Partes I y II (1977)
- 1960 : Sugarfoot
  - Temporada 4, episodio 4 Welcome Enemy
- 1960-1963 : Laramie
  - Temporada 2, episodio 1 Queen of Diamonds (1960), de Lesley Selander
  - Temporada 4, episodios 5 The Long Road Back (1962, de Lesley Selander) y 30 Badge of Glory (1963, de Joseph Kane)
- 1961 : Ripcord
  - Temporada 1, episodio 8 Crime Jump, de William Conrad
- 1961 : Los Intocables
  - Temporada 2, episodio 12 The Big Train, Parte I
- 1961-1962 : Cheyenne
  - Temporada 5, episodio 10 The Frightened Town (1961), de Leslie Goodwins
  - Temporada 7, episodios 7 Dark Decision (1962, de Robert Sparr) y 12 Wanted for the Murder of Cheyenne Bodie (1962, de Paul Landres)
- 1962-1963 : 77 Sunset Strip
  - Temporada 4, episodios 23 The Parallel Caper (1962, de Leslie H. Martinson) y 37 Framework for a Badge (1962 , de George Waggner)
  - Temporada 5, episodio 31 To Catch a Mink (1963)
- 1964-1970 : El virginiano
  - Temporada 2, episodio 19 The Drifter (1964) de Don McDougall
  - Temporada 3, episodios 2 The Dark Challenge (1964, de Don McDougall), 21 A Slight Case of Charity (1965, de Richard Benedict) y 25 Timberland (1965, de Don McDougall)
  - Temporada 4, episodios 10 Beyond the Border (1965, de Don McDougall) y 20 The Inchworm's Got No Wings at All (1966, de Paul Stanley)
  - Temporada 5, episodio 25 Bitter Harvest (1967), de Don McDougall
  - Temporada 6, episodio 15 The Fortress (1967), de Abner Biberman
  - Temporada 8, episodio 8 The Substitute (1969)
  - Temporada 9, episodio 13 Hannah (1970), de Jack Arnold
- 1964-1969 : Bonanza
  - Temporada 5, episodio 25 Return to Honor (1964), de Don McDougall
  - Temporada 9, episodios 2 Sense of Duty (1967, de William Witney) y 18 The Burning Sky (1968, de John Rich)
  - Temporada 10, episode 28 Speak No Evil (1969)
  - Temporada 11, episodio 1 Another Windmill to Go, de James B. Clark
- 1965 : Rawhide
  - Temporada 7, episodio 20 The Violent Land, de Harmon Jones
- 1965 : The Big Valley
  - Temporada 1, episodio 7 Winner Lose All, de Richard C. Sarafian
- 1965 : Branded
  - Temporada 2, episodio 12 $10,000 for Durango, de Larry Peerce
- 1965-1966 : Laredo
  - Temporada 1, episodio 8 The Golden Trail (1965), de Earl Bellamy
  - Temporada 2, episodio 2 The Dance of the Laughing Death (1966), de Jerry Hopper
- 1965-1967 : Run for Your Life
  - Temporada 1, episodio 4 Never Pick Up a Stranger (1965, de Leslie H. Martinson) y 21 Hoodlums on Wheels (1966, de Richard Benedict)
  - Temporada 3, episodio 3 Three Passengers for the Lusitania (1967), de Richard Benedict
- 1965-1968 : The Wild Wild West
  - Temporada 1, episodio 12 The Night of the Human Trigger (1965), de Jus Addiss
  - Temporada 3, episodio 7 The Night of the Hangman, de James B. Clark
  - Temporada 4, episodio 5 The Night of the Gruesome Games, de Marvin J. Chomsky
- 1966 : Superagente 86
  - Temporada 1, episodio 15 Double Agent (de Frank McDonald) y 23 I'm Only Human
- 1967-1968 : Tarzán
  - Temporada 1, episodios 19 Captain Jai (1967) y 28 The Circus (1967), de Harmon Jones
  - Temporada 2, episodio 19 Trek to Terror (1968), de Barry Shear
- 1967-1968 : Cimarron
  - Temporada única, episodios 1 Journey to a Hanging (1967, de Vincent McEveety), 14 The Deputy (1967, de Alvin Ganzer) y 23 The Greeners (1968, de Vincent McEveety)
- 1968 : El gran chaparral
  - Temporada 1, episodio 22 Ride the Savage Land, de Richard Benedict
- 1968 : Misión: Imposible
  - Temporada 2, episodio 21 The Town, de Michael O'Herlihy
- 1968 : Star Trek: la serie original
  - Temporada 3, episodio 6 Espectros, de Vincent McEveety
- 1971 : Cannon
  - Temporada 1, episodio 7 Scream of Silence, de Jerry Jameson
- 1971 : Jason King
  - Temporada única, episodio 13 A Red, Red Rose Forever,) de Cyril Frankel
- 1972 : Alias Smith and Jones
  - Temporada 2, episodio 21 Don't Get Mad, Get Even, de Bruce Bilson
- 1975 : Kolchak: The Night Stalker
  - Temporada única, episodio 18 The Knightly Murders, de Vincent McEveety
- 1977 : Quincy, M.E.
  - Temporada 2, episodio 8 A Good Smack in the Mouth, de Jackie Cooper
- 1978 : CHiPs
  - Temporada 1, episodio 18 Cry Wolf, de John Florea

Telefilmes
- 1970 : Cutter's Trail, de Vincent McEveety
- 1971 : Mongo's Back in Town, de Marvin J. Chomsky
- 1976 : The New Daughters of Joshua Cabe, de Bruce Bilson
- 1977 : The Hostage Heart, de Bernard McEveety
- 1978 : True Grit, de Richard T. Heffron